# Gmina miejsko-wiejska
Gmina miejsko-wiejska (dawniej miasto-gmina, gmina połączona z miastem) – gmina, w skład której wchodzi miasto oraz wsie. 
Siedzibą gminy miejsko-wiejskiej jest zazwyczaj miasto, z wyjątkiem:
- gmina Nowe Skalmierzyce, której siedziba mieści się we wsi Skalmierzyce od 1999 roku;

Dawniej inne wsie były siedzibami gmin miejsko-wiejskich:
- gmina Silnowo z siedzibą w Silnowie i miastem Borne Sulinowo od 1993 do 1994 roku. 30 grudnia 1994 roku siedzibę gminy przeniesiono do miasta Borne Sulinowo, a gminę przemianowano na gminę Borne Sulinowo;
- gmina Święta Katarzyna z siedzibą w Świętej Katarzynie i miastem Siechnice od 1997 do 2009 roku. 1 stycznia 2010 roku siedzibę gminy przeniesiono do miasta Siechnice, a gminę przemianowano na gminę Siechnice;
- gmina Bodzanów z siedzibą we wsi Chodkowo i miastem Bodzanów w 2023 roku. 1 stycznia 2024 rozszerzono granice miasta Bodzanów o teren, na którym mieści się siedziba władz gminy.